# Stellocaronema
Stellocaronema ist eine Gattung der Rollschwänze mit vier Arten. Sie sind Parasiten bei Vögeln.

## Merkmale
Stellocaronema hat die Merkmale der Histiocephalinae. Der Hinterrand der Pseudolippen weist eine Ornamentierung auf. Die dorsalen und ventralen Lippen sind mit Klingen oder Schildern bewaffnet. Der Schwanz der Männchen ist vom Acuarid-Typ. Die Vulva liegt, im Gegensatz zu Viguiera, vorn. Männchen haben drei Paare von Papillen vor der Kloake.

## Systematik
Zur Gattung gehören folgende Arten:
- Stellocaronema alii Naidu, 1978
- Stellocaronema fausti Li, 1934
- Stellocaronema skrjabini Gilbert, 1930
- Stellocaronema spinulosus (Molin, 1860)